# William Camden
William Camden (Londres, 2 de maig de 1551 - ibid, 9 de novembre de 1623) va ser un antiquari i historiador anglès.

## Obres
Les seves principals obres van ser:
- Britannia, una descripció topogràfica de la Gran Bretanya realitzada amb el suport d'Abraham Ortelius, publicada en llatí el 1586.
- Annales, una cronologia de la història d'Anglaterra sota el regnat d'Isabel I, fet a instàncies del conseller d'aquesta, Lord Burghley.

També va escriure una gramàtica grega molt popular a la seva època; Remaines of a Greater Worke, Concerning Britaine (1605), una col·lecció de material reunit per a Britannia però no inclòs en aquesta; la crònica oficial de la conspiració de la poudre; i un catàleg d'epitafis de l'abadia de Westminster.